# Actaea pachypoda
Actaea pachypoda és una espècie de planta amb flors del gènere Actaea, de la família de les ranunculàcies.
La planta és originària de l'est d'Amèrica del Nord, a l'est del Canadà i a l'Oest mitjà i l'est dels Estats Units. Prefereix els sòls argilosos als sòls de les terres franques, i es troba en boscos de fusta dura i boscos mixts.

## Descripció
Aquesta planta herbàcia perenne creix fins als 46-76 cm o més Té fulles compostes bipinnades i dentades de fins a 40cm de llarg i 30cm d'ample.

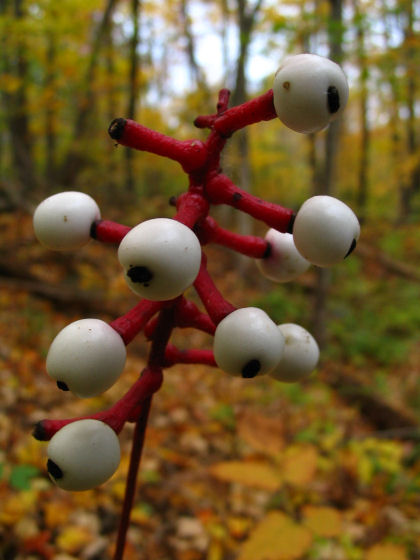
Fruit de l'Actaea pachypoda

Les flors blanques es produeixen a la primavera en un raïm dens d'uns 10cm de llargada. La característica més notable de la planta és el seu fruit, una baia blanca d'1cm de diàmetre, la mida, forma i cicatriu negra de la qual donen a l'espècie el nom comú d'ulls de nina. Els pedicels s'espesseixen i es tornen de color vermell brillant a mesura que es desenvolupen les baies.
Les baies maduren durant l'estiu, convertint-se en fruits que persisteixen a la planta fins a les gelades.
Hi ha plantes de baies rosades i de baies vermelles, anomenades A. pachypoda forma rubrocarpa, però algunes produeixen llavors infèrtils, i en realitat podrien ser híbrides amb Actaea rubra .
El nom d'espècie pachypoda significa "peu gruixut", del grec antic παχύς pakhús "gruixut" i πούς poús "peu", que podria referir-se al gran rizoma de la planta o a les tiges que sostenen les baies, que són més gruixudes que l'espècie propera Actaea rubra.

### Toxines
Tant les baies com la planta sencera es consideren verinoses per als humans. Les baies contenen toxines cardiogèniques que poden tenir un efecte sedant immediat sobre el teixit muscular cardíac humà i són la part més verinosa de la planta. La ingestió de les baies pot provocar una aturada cardíaca i la mort.

## Ecologia
Certs ocells, que no es veuen afectats per les toxines, mengen les baies i ajuden a dispersar les llavors. Les abelles de llengua llarga recullen el pol·len de les flors.

## Cultiu
L'Actaea pachypoda es conrea com a planta ornamental, en jardins tradicionals i silvestres.
Requereix ombra parcial o total, sòl argilós ric i aigua regularment amb un bon drenatge per reproduir el seu hàbitat nadiu.